# Кастелламмаре-дель-Гольфо
Кастелламмаре-дель-Гольфо (итал. Castellammare del Golfo, сиц. Casteddammari, лат. Emporium Segestanorum, Emporium Aegestensium, Castellum Maris) — коммуна в Италии, располагается в регионе Сицилия, подчиняется административному центру Трапани.
Население составляет 14 577 человек, плотность населения составляет 115 чел./км². Занимает площадь 127 км². Почтовый индекс — 91014. Телефонный код — 0924.
Покровительницей коммуны почитается Пресвятая Богородица (Beata Vergine Maria del Soccorso). Праздник ежегодно отмечается 21 августа.
В XX веке этот приморский городок, наряду с расположенным в глубине острова Корлеоне, был одним из двух основных мафиозных центров на Сицилии. Также родом из Кастелламаре были несколько руководителей крупных группировок итало-американской мафии, в том числе Сальваторе Маранцано, Стефано Магаддино, Сальваторе Сабелла и Джозеф Бонанно. От имени этого города происходит и название одной из самых известных гангстерских «войн» времен сухого закона в США — Кастелламарской войны.

## Галерея

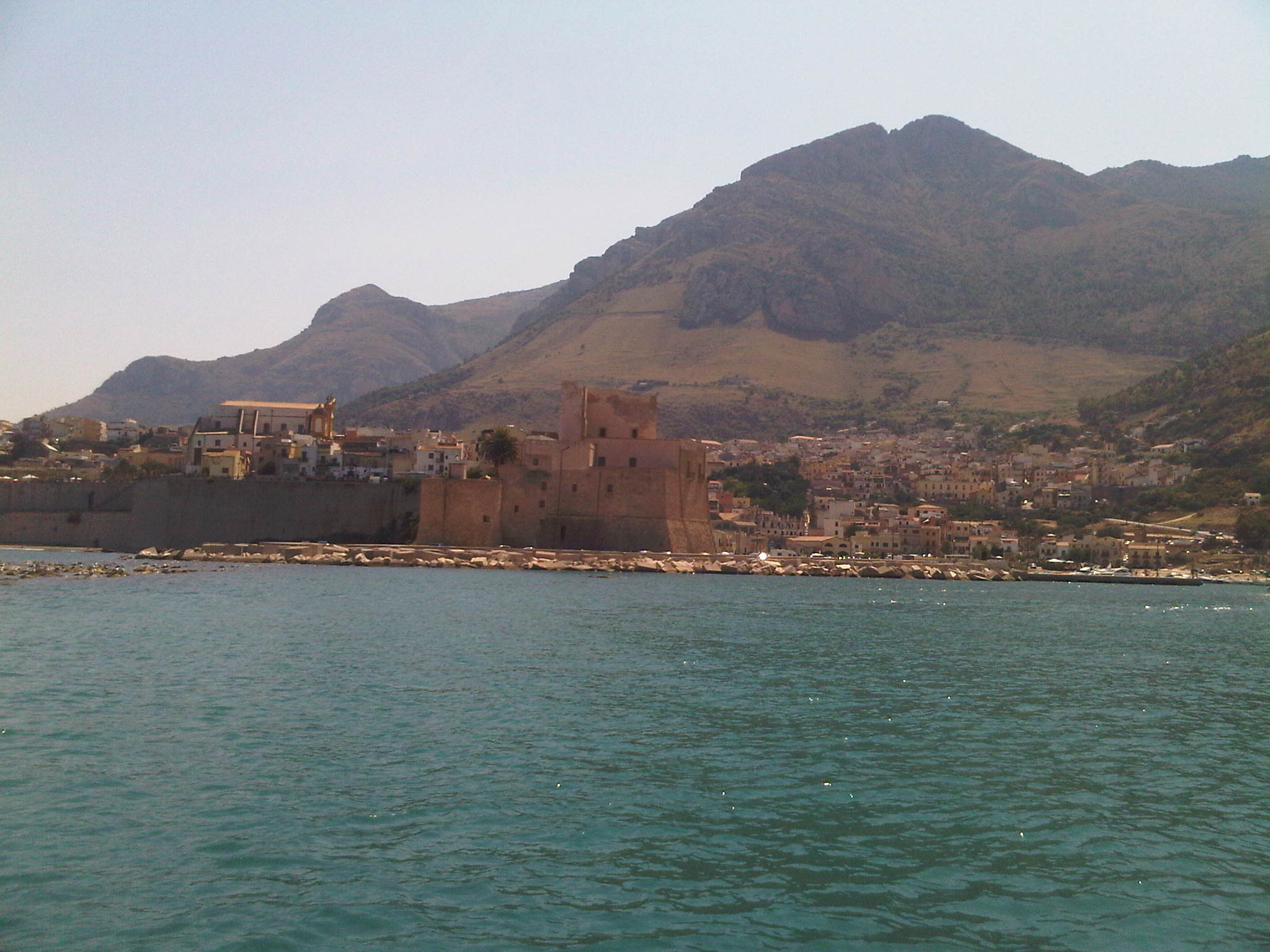
Il Castello visto dal mare
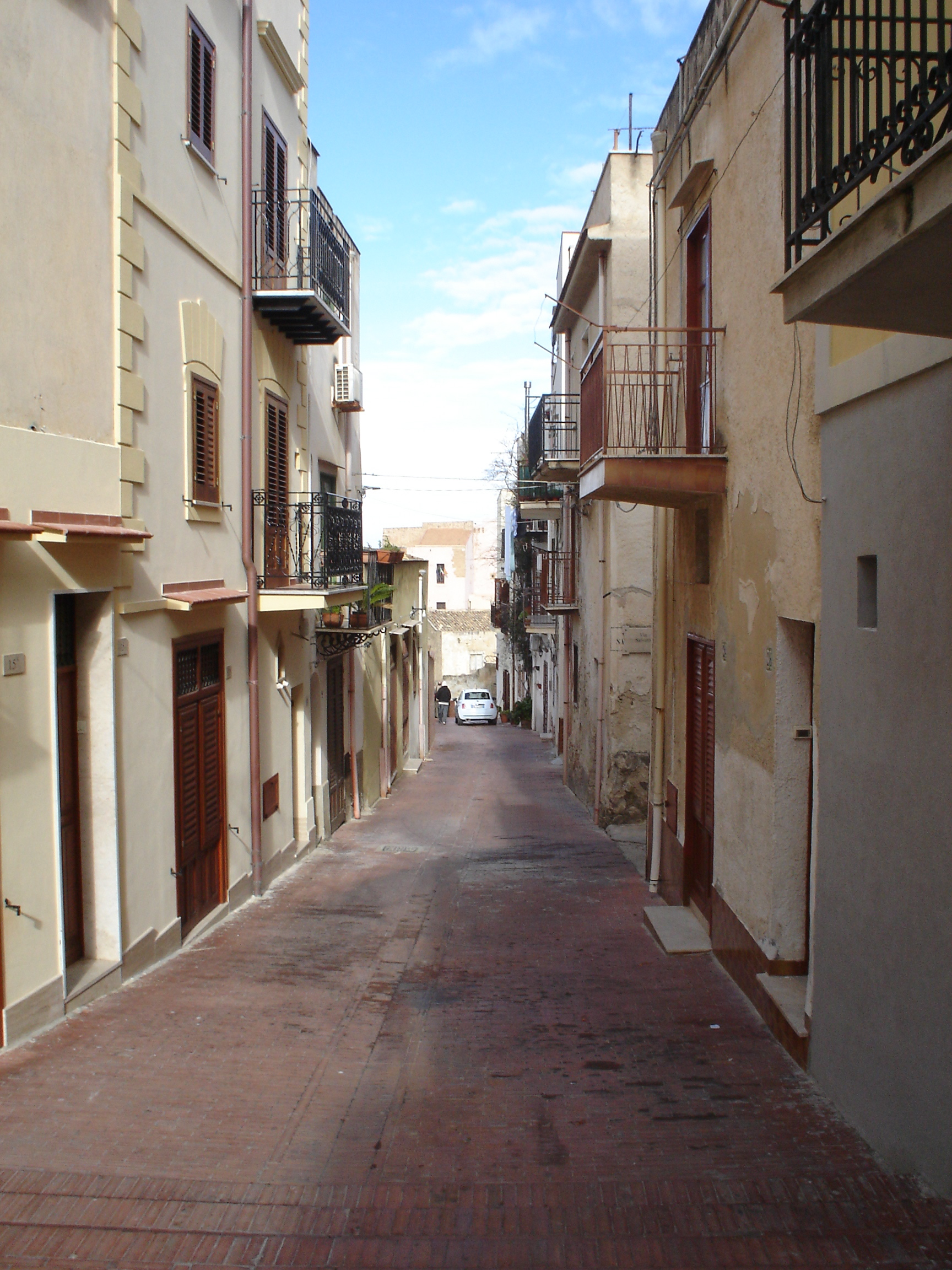
Stradina che conduce al castello
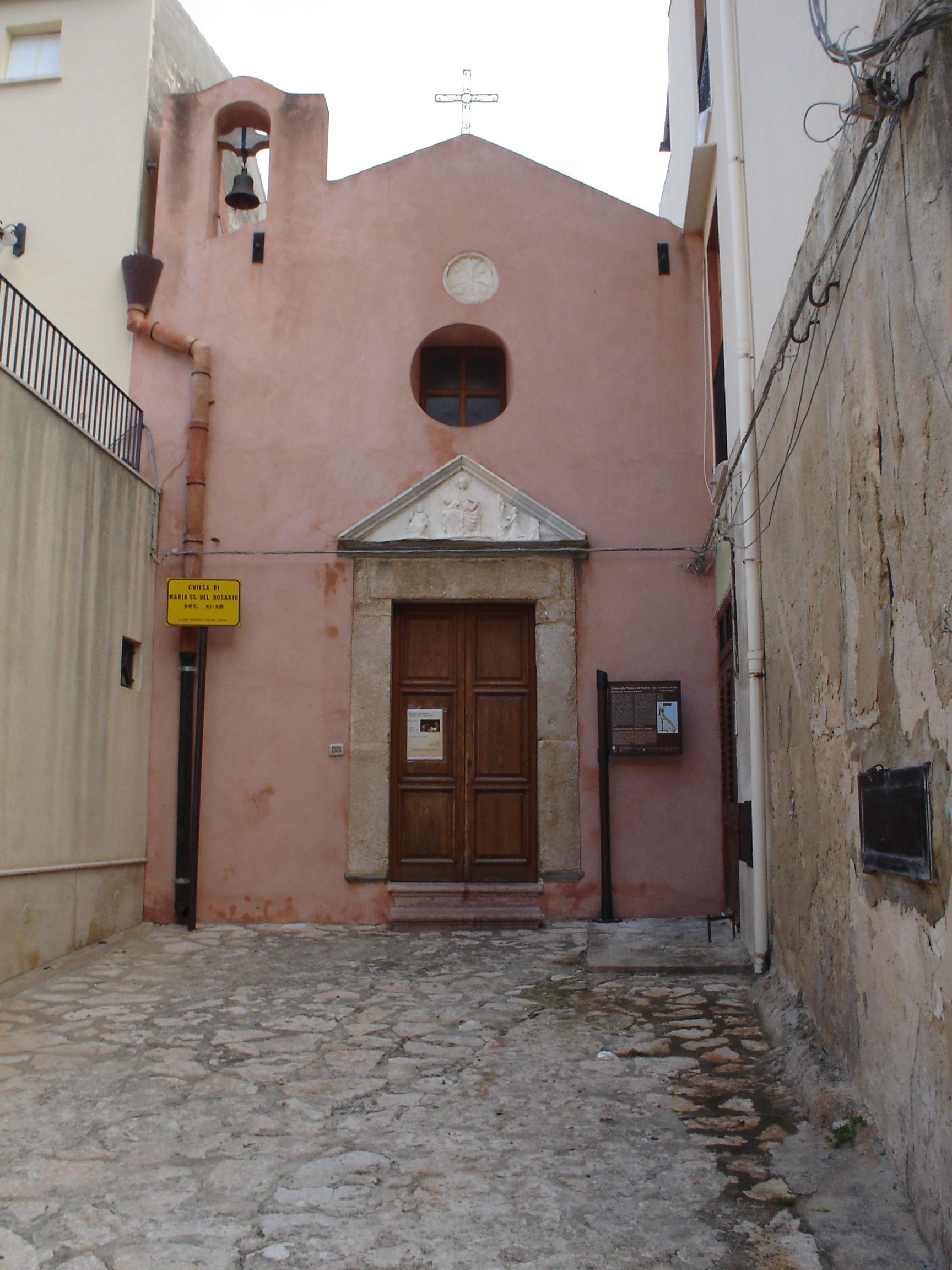
La chiesetta di la Maronna di l'agnuni
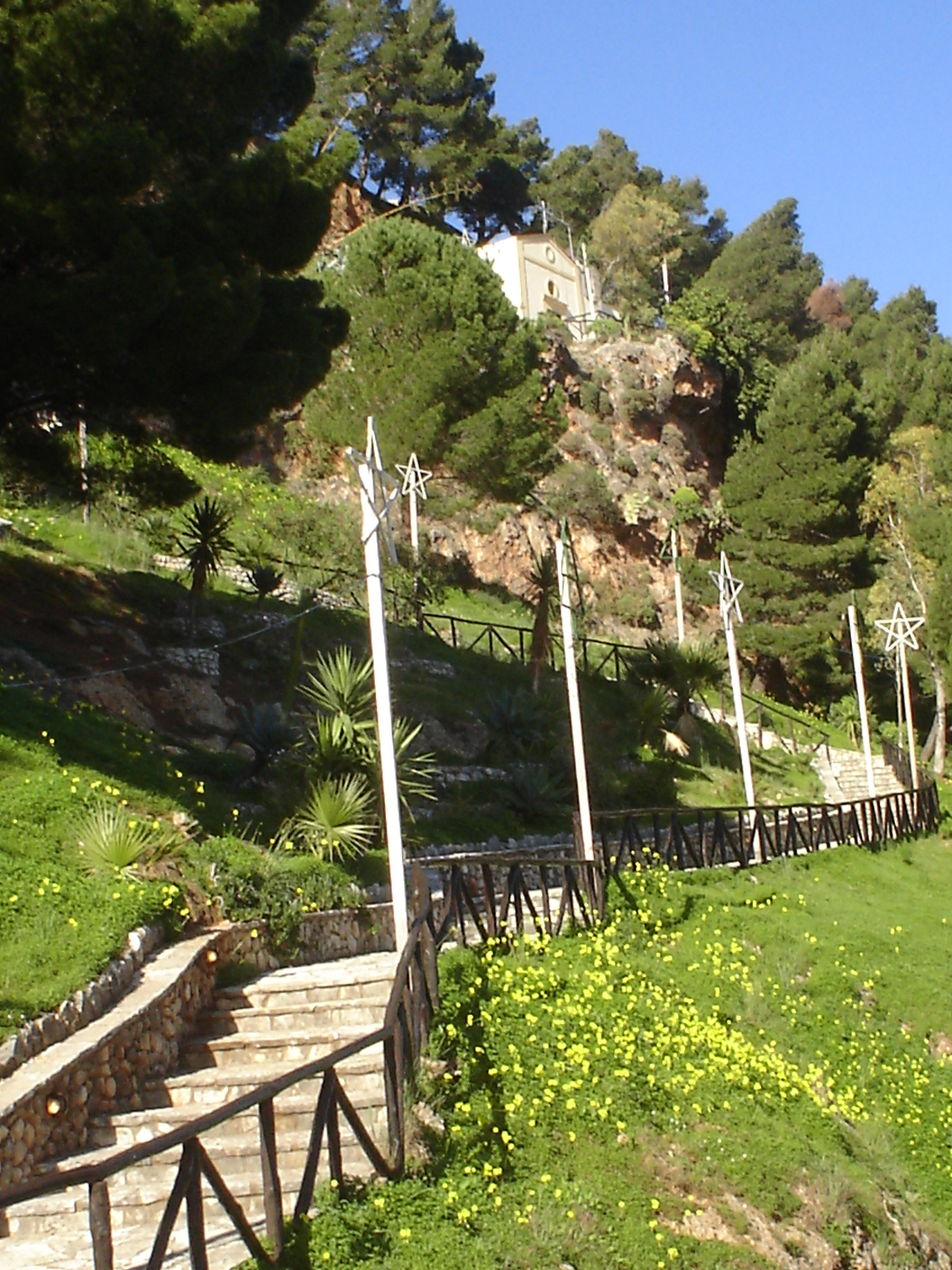
Chiesa della Madonna delle Scale
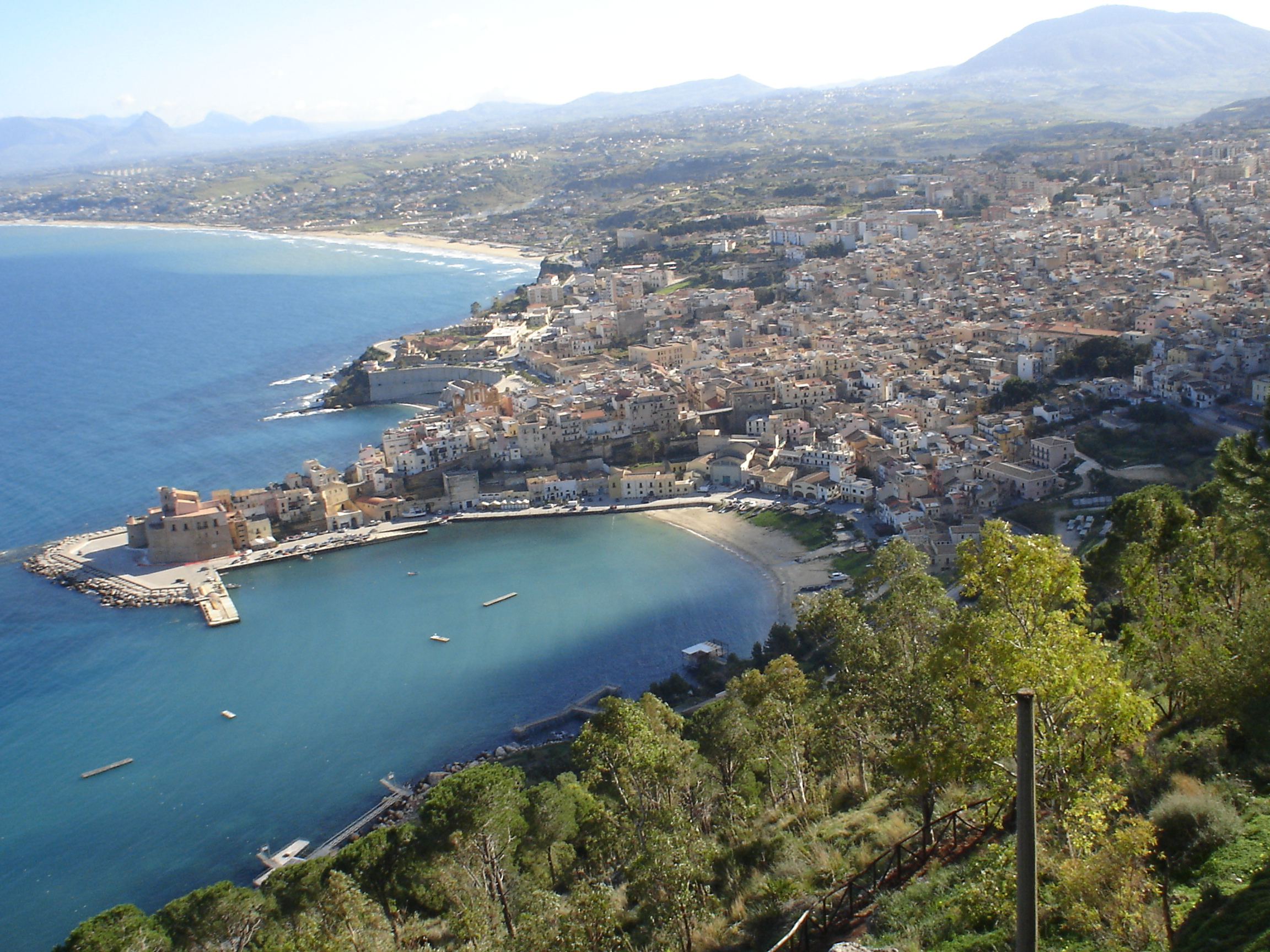
Veduta panoramica sul paese e sulla cala marina
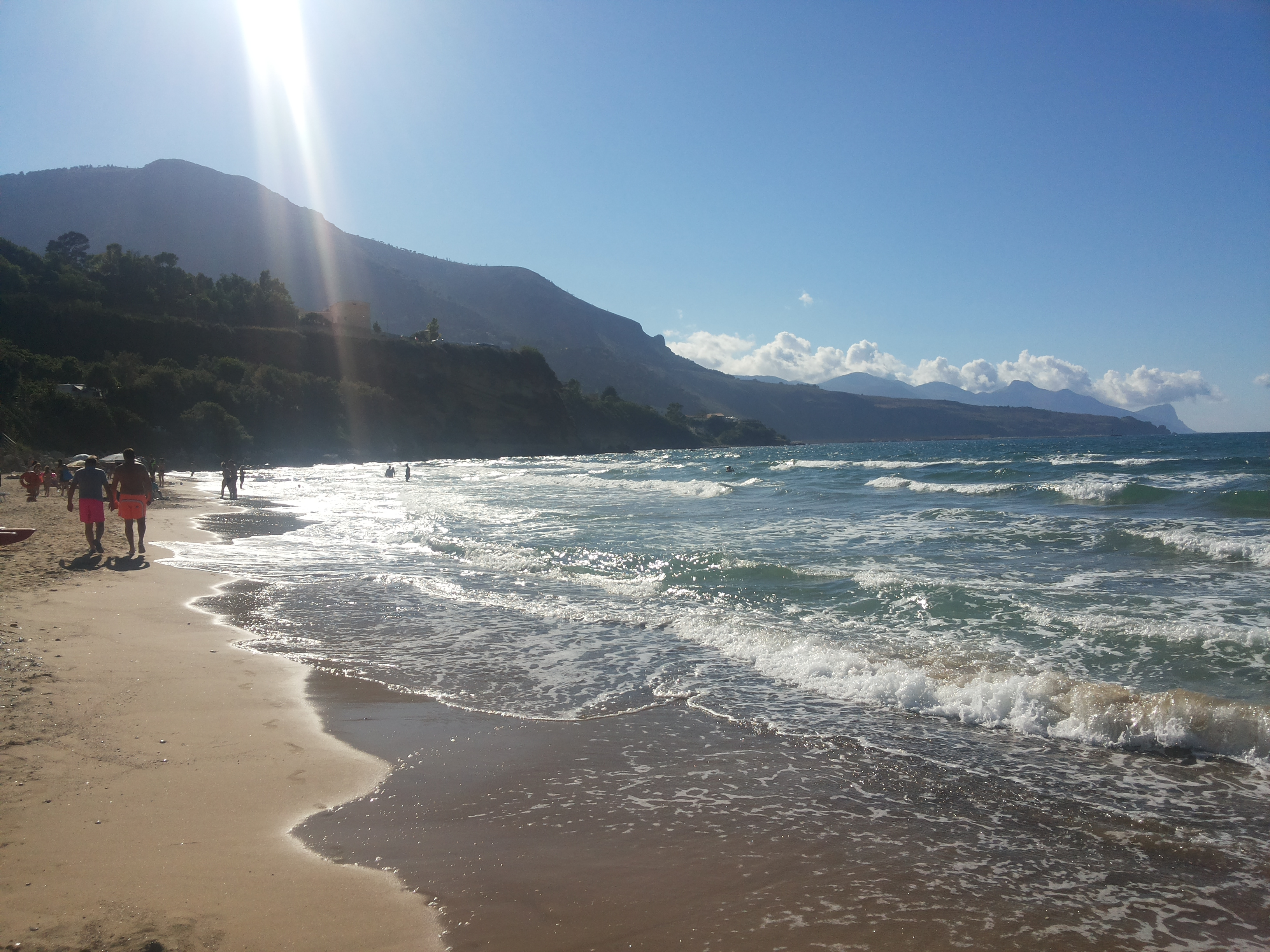
Un tratto della "playa"
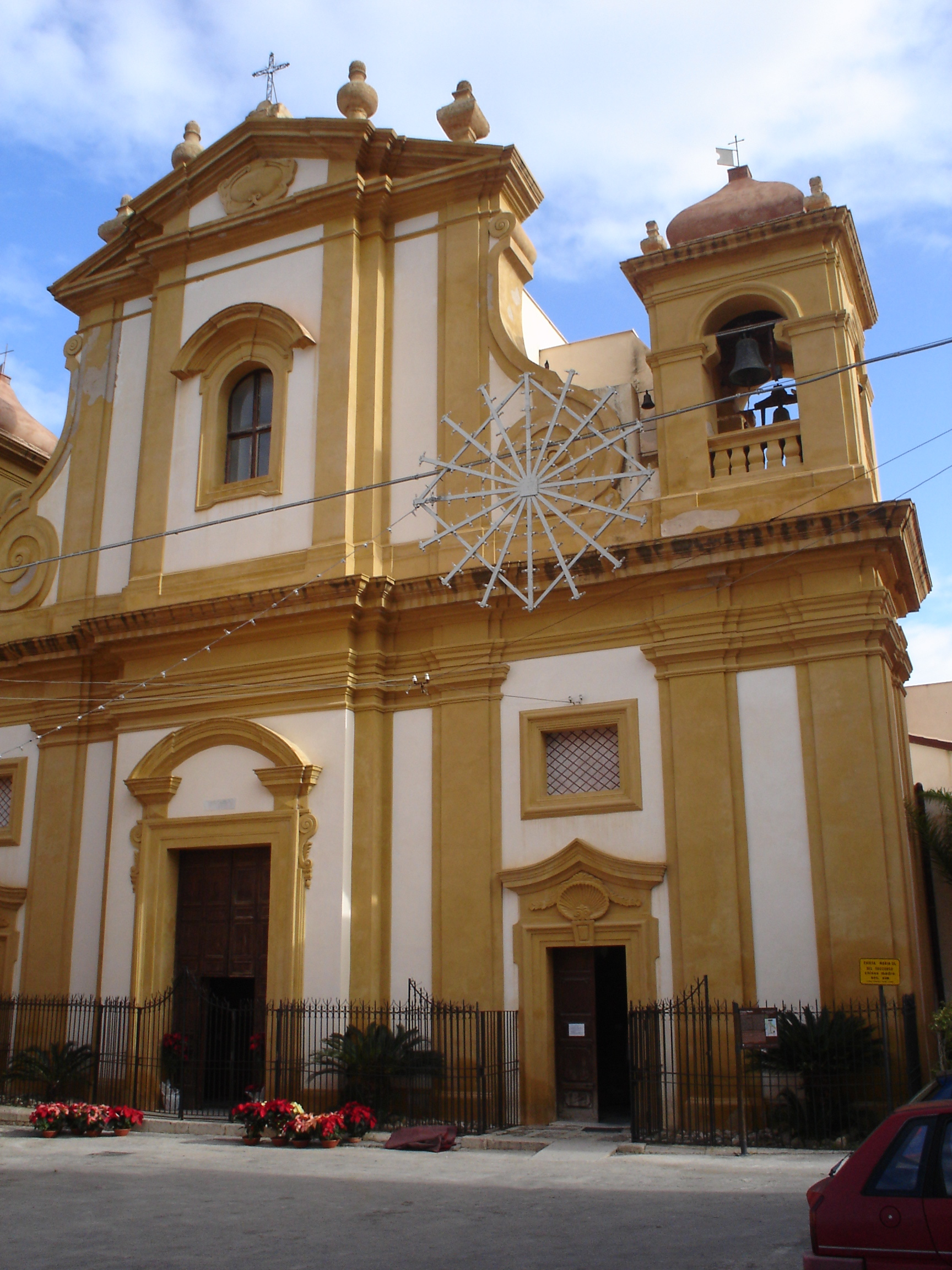
Chiesa madre
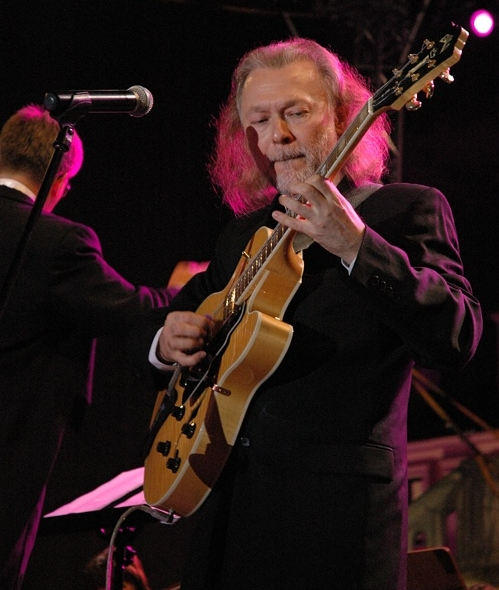
Veduta della frazione di Balata di Baida
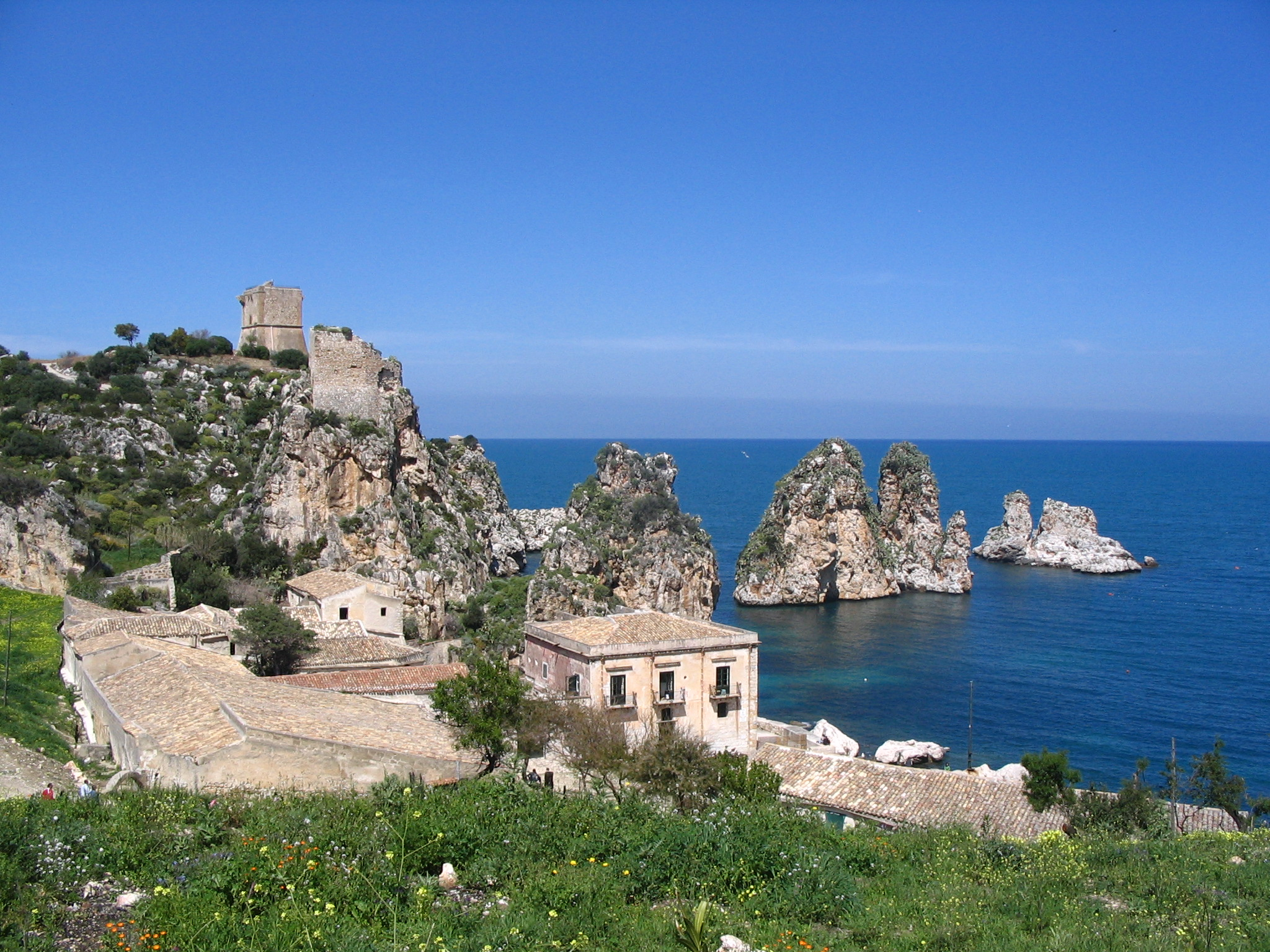
La tonnara di Scopello
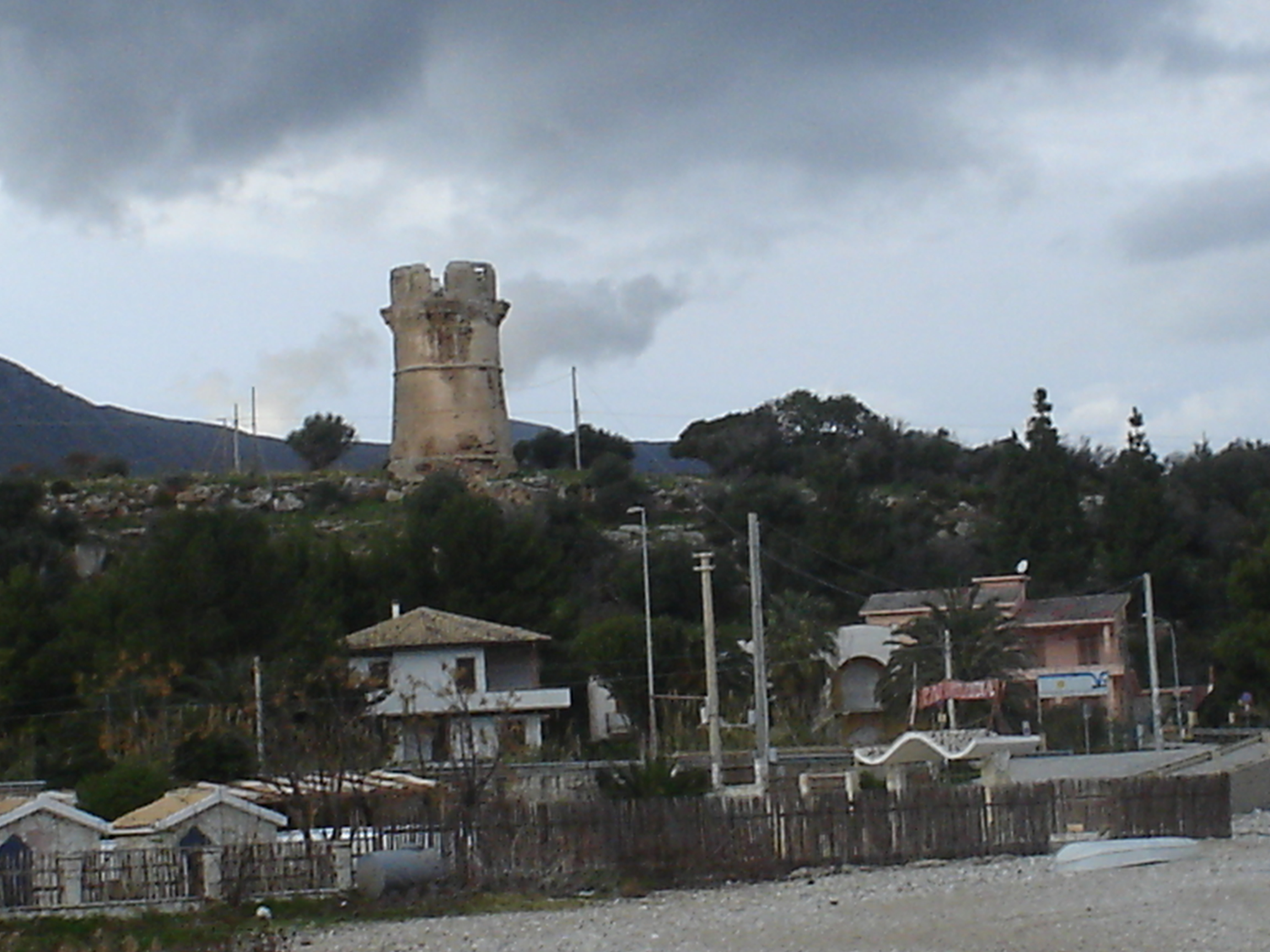
La torre di Guidaloca